# Otterbach (Murr, Steinheim an der Murr)
Der Otterbach ist ein selbst nur 2 km, mit jedem seiner beiden Oberläufe zusammen jeweils zwischen 6 und 7 km langer Bach im Landkreis Ludwigsburg im mittleren Baden-Württemberg, der wenig vor Steinheim an der Murr von rechts und Nordosten in die untere Murr mündet.
Die Murr hat noch einen weiteren Zufluss Otterbach an ihrem Oberlaufknie vor Murrhardt.

## Geographie

### Verlauf
Der Otterbach fließt beim Weiler Vorderbirkenhof der Kleinstadt Steinheim an der Murr auf etwa 247 m ü. NHN aus seinen zwei Oberläufen Rohrbach (aus dem Nordnordosten) und Kaisersbach (aus dem Ostnordosten) zusammen, die beide im großen Bergwaldgebiet Hardtwald entstehen und beide deutlich länger sind als der Otterbach selbst. Dieser fließt durchweg südwestlich durch ein sich schnell eintiefendes Kerbtal, dessen Hänge anfangs im Bereich des Steinheimer Weilers Lehrhofs auf der linken Randhöhe noch offen sind. Etwas weiter abwärts steht an ihnen Wald, zwischen dem der Otterbach in einer schmalen Wiesenaue läuft. Der einzige Siedlungsplatz im Tal ist ein einzelnes Haus auf dem tiefen abwärtigen Talsporn Burgberg am Wechsel des Bachs ins Murrtal. Dort unterquert der Bach die an dessen rechten Auenrand laufende Landesstraße L 1126. Nach weniger als hundert weiteren Metern über die Murr-Aue mündet der Otterbach auf wenig über 198 m ü. NHN etwa einen halben Kilometer oberhalb der Steinheimer Ortsgrenze von rechts in die untere Murr.
Der Otterbach fällt auf seinem 2,0 km langen Weg um knapp 49 Höhenmeter, er hat damit ein mittleres Sohlgefälle von 24 ‰. Zusammen mit seinem längeren, auf etwa 354 m ü. NHN entspringenden rechten Oberlauf Rohrbach ist er 6,6 km lang und fällt auf dieser Strecke um 156 Höhenmeter und hat darauf bezogen dasselbe Sohlgefälle.

### Einzugsgebiet
Der Otterbach hat ein 9,0 km² großes Einzugsgebiet, das in naturräumlicher Sicht etwa zur Hälfte und mit seinen oberen Anteilen im Hardtwald dem Unterraum Südwestliche Löwensteiner Berge der Schwäbisch-Fränkischen Waldberge angehört, mit der anderen überwiegend dem Unterraum Äußere Backnanger Bucht des Neckarbeckens und mit dem kleinsten Teil inklisuve des gesamten Otterbachlaufes der Unterraum Innere Backnanger Bucht der Neckarbucht. Der mit 392,9 m ü. NHN höchste Punkt darin ist der Gipfel des Grießbergs an seiner Nordostseite.
Jenseits dieser Wasserscheide durch den Hardtwald liegt das Einzugsgebiet des deutlich weiter oben in die Murr einfließenden Wüstenbachs, der hier über den Zufluss Krummenbach seines rechten Hauptstrang-Oberlaufs Rohrbach konkurriert, reihum weiter im Ostnordosten über den Kammerfeldgraben zum Rohrbach und im Osten über den direkt in den Wüstenbach mündenden Diebsbrunnenbach. Hinter der Südostgrenze laufen der Eichbach, auf nur kurzem Abschnitt der Rielingshausener Weidenbach und danach lange der ebenfalls dort entspringende Sulzbach zur Murr, der Sulzbach ist dabei ihr letzter Zufluss vor dem Otterbach.
Den Abfluss an der gesamten westlichen und nördlichen Seite des Otterbach-Einzugsgebietes nimmt, abgesehen von einem nur kurzen mündungsnahen Murr-Zufluss vor dieser, fast ganz die Bottwar auf, sie konkurriert hier über einige sämtlich kurze Zuflüsse von links, darunter den Wehrbach und zuoberst an der Nordseite des Hardtwaldes den Lembach.
Unmittelbar am Ufer des Otterbachs gibt es keine Besiedlung. Im Einzugsgebiet liegen der Weiler Lehrhof mit einer nahen Aussiedlerhofgruppe in den Bäumlesäckern am oberen linken Hang des Otterbachtals, der Weiler Vorderbirkenhof im Dreieck nahe dem Zusammenfluss der beiden Oberläufe, der Weiler Forsthof auf der westlichen Wasserscheide des Rohrbachs und der Weiler Hinterbirkenhof zurückgesetzt auf dem Sporn zwischen den Oberläufen Rohr- und Kaisersbach. Hinterbirkenhof liegt in der Rielingshausener Stadtteilexklave der Kleinstadt Marbach am Neckar, die übrigen im Gebiet der Kleinstadt Steinheim an der Murr.
Vor allem das obere Einzugsgebiet im Hardtwald ist gemeindlich zersplittert. Den mit Abstand größten Teil hält die Stadt Steinheim, darunter neben dem zentralen Anteil am Hardtwald auch den gesamten Lauf des Otterbachs im Vorland. Daneben gehören zur Kleinstadt Großbottwar Teile am Nordwestrand, zur Gemeinde Murr ein Stück des Rohrbach-Teileinzugsgebietes, zur Gemeinde Erdmannhausen ein gewässerloser Splitter seiner Waldexklave am Ostrand, zu Pleidelsheim ebenfalls ein Stück seiner Waldexklave näher am Zentrum des Waldes sowie ein nur kleiner Waldanteil und das Flurgebiet um den Hinterbirkenhof zur Stadtteilexklave Rielingshausen von Marbach. Alle diese Gemeinden gehören zum Landkreis Ludwigsburg. Ein gewässerloser Randschnipsel im Norden liegt in der Gemarkung Kleinaspach der Gemeinde Aspach, die als einzige im Rems-Murr-Kreis liegt.

### Zuflüsse und Seen
Hierarchische Liste der Zuflüsse und  Seen jeweils von der Quelle zur Mündung. Gewässerlänge, Seefläche, Einzugsgebiet und Höhe nach den entsprechenden Layern auf der Onlinekarte der LUBW. Andere Quellen für die Angaben sind vermerkt.
Zusammenfluss des Otterbachs aus seinen beiden Oberläufen auf wenig unter 247 m ü. NHN beim Vorderbirkenhof von Steinheim an der Murr.
- Rohrbach, rechter und nordnordöstlicher Oberlauf, 4,5 km und ca. 3,8 km². Entsteht auf etwa 354 m ü. NHN GANZ GENAU HIER.
  - (Unbeständig wasserführende zweite Quellklinge), von rechts und Westen auf unter 320 m ü. NHN ca. 0,2 km nordöstlich der Spitze der Weinberglichtung Harzberg im Wald, ca. 0,2 km[LUBW 8] und ca. 0,1 km². Entsteht auf etwa 340 m ü. NHN im Wald.
Der Otterbach ist bis zu diesem Zufluss übertrifft diesen sowohl in Länge wie im Teileinzugsgebiet kaum.
  -  Durchfließt auf etwas unter 300 m ü. NHN einen Waldweiher in der Waldexklave von Murr westnordwestlich des Grießbergs, 0,4 ha.
    - (Waldbachklinge), von rechts und Westen in den Waldweiher, ca. 0,2 km[LUBW 8] und unter. 0,2 km². Entsteht auf etwa 309 m ü. NHN im Nonnenhölzle.

  - (Waldbachklinge), von rechts und Nordosten auf etwa 298 m ü. NHN kurz nach dem Waldweiher, ca. 0,3 km[LUBW 8] und unter 0,2 km². Entsteht auf etwa 335 m ü. NHN im Wald nordwestlich des Grießberggipfels.
  - (Bach aus der Grießbergklinge), von rechts und Westen auf etwa 281 m ü. NHN am Beginn der Wiesenaue im Wald, ca. 0,7 km[LUBW 8] und über 0,2 km². Entsteht auf etwa 340 m ü. NHN im Wald südöstlich des Grießberggipfels. Unbeständig.
  -  Passiert die beiden in etwas Anstand vom linken Ufer auf etwa 278 m ü. NHN am Südwestfuß des Grießbergs in der Mulde Mördergrube liegenden Grießberger Weiher, 0,4 ha. und 1,8 ha. Bis ca. 0,2 km östlich-aufwärts in der Mulde gibt es drei Subrosionsdolinen im Gipskeuper mit in einem Fall beständiger Wasserfüllung.
  - (Bach aus der Wolfsklinge), von links und Nordosten auf unter 260 m ü. NHN kurz vor dem Waldaustritt, bis ca. 0,6 km[LUBW 7] und über 0,1 km². Entsteht auf bis zu 300 m ü. NHN. Unbeständig.
  -  Passiert den Birkenhofweiher rechts am Lauf auf etwa 257 m ü. NHN weniger als 0,7 km vor dem Zusammenfluss zum Otterbach, 0,5 ha.
- Kaisersbach, linker und ostnordöstlicher Oberlauf, 4,0 km und ca. 3,8 km². Entsteht auf etwa 313 m ü. NHN im Haselhau in der Pleidelsheimer Waldexklave im Hardtwald ca. 0,4 km südsüdwestlich der Kreuzung der K 1607 Kleinsapach–Rielingshausen mit der L 1115 Aspach–Großbottwar.
  - (Bach aus der Gäfenklinge), von links auf etwa 291 m ü. NHN gegenüber dem Dornhau, 1,6 km und ca. 0,7 km². Entsteht auf etwa 335 m ü. NHN in der Pleidelsheimer Waldexklave im Hardtwald ca. 0,3 km nordnordwestlich des Bülzberg-Gipfels.
Der Oberlauf des Kaisersbachs ist bis zu diesem Zufluss selbst erst 1,1 km lang, hat aber schon ein Teileinzugsgebiet von ca. 1,0 km².
    -  Durchfließt auf wenig über 295 m ü. NHN etwa 0,3 km vor der Mündung einen Waldweiher, 0,1 ha.

Mündung des Otterbachs von rechts und Nordosten auf 198,3 m ü. NHN in die untere Murr etwa 0,6 km vor den ersten Häusern von Steinheim an der Murr. Der Bach ist ab dem Zusammenfluss seiner beiden Oberläufe 2,0 km, zusammen mit seinem längeren rechten Oberlauf Otterbach 6,6 km lang und hat ein 8,9 km² großes Einzugsgebiet.

## Geologie
Der Otterbachs selbst läuft fast von Anfang an im Oberen Muschelkalk, auf dem letzten halben Kilometer in dessen Trochitenkalk-Formation. An den höheren Hängen darüber streicht teilweise der Lettenkeuper (Erfurt-Formation) des Unterkeupers aus, wo er nicht, wie auf der Ebene darüber, von Lösssediment aus quartärer Ablagerung bedeckt ist. Links des oberen Muschelkalktals um den Lehrhof liegt sogar eine kleine Gipskeuper-Insel (Grabfeld-Formation).
Das überwiegende obere Einzugsgebiet um die zwei Oberläufe liegt größtenteils im Gipskeuper. Vereinzelt erheben sich Berge, ohne erkennbaren Schilfsandstein (Stuttgart-Formation) dazwischen, über die Unteren Bunten Mergel (Steigerwald-Formation) bis in den Kieselsandstein (Hassberge-Formation), im Ochsenhau und der Grießberg im Bereich des Rohrbachs sowie der Bülzberg über der zum Kaisersbach laufenden Gäfenklinge; die Decke des Kaisersbergs seitlich des mittleren Kaisersbachs selbst besteht dagegen nur aus Unterem Buntem Mergel. In den nach Umfang geringeren nicht bewaldeten Gebieten dieser Teileinzugsgebiete liegt auch hier oft Lösssediment bzw. lössführende Fließerde.

## Natur und Schutzgebiete
Naturdenkmale sind ein Dolinenfeld im Gipskeuper in der Mördergrube mit großer Doline unmittelbar oberhalb des Grießberger Weihers und zwei weitere Dolinen am Westrand des Rohrbach-Einzugsgebietes sowie ein Feuchtgebiet im Rohrbachtal und der Trockenhang Sommerrain im Otterbachtal gegenüber dem Lehrhof.
Der Hardtwald um die beiden Oberläufe liegt im „Hardtwald, Kaisersbachtal, Rohrbachtal, Benning und Harzberg sowie Bottwartal zwischen Großbottwar und Kleinbottwar mit angrenzenden Gebieten“ genannten Landschaftsschutzgebiet, das Otterbachtal selbst ist Teil des Landschaftsschutzgebietes Unteres Murrtal. Ein Wasserschutzgebiet Rohrbachbrunnen liegt um den unteren Rohrbach. Die Läufe von Otterbach und seiner Zuflüsse sind größtenteils sehr naturnahe.

### LUBW
Amtliche Online-Gewässerkarte mit passendem Ausschnitt und den hier benutzten Layern: Lauf und Einzugsgebiet des Otterbachs

Allgemeiner Einstieg ohne Voreinstellungen und Layer: Daten- und Kartendienst der Landesanstalt für Umwelt Baden-Württemberg (LUBW) (Hinweise)
1. 1 2 3  Höhe nach dem Höhenlinienbild auf dem Hintergrundlayer Topographische Karte.
2. 1 2  Höhe nach grauer Beschriftung auf dem Hintergrundlayer Topographische Karte.
3. 1 2 3  Länge nach dem Layer Gewässernetz (AWGN).
4. 1 2  Einzugsgebiet nach dem Layer Basiseinzugsgebiet (AWGN).
5. ↑  Höhe nach schwarzer Beschriftung auf dem Hintergrundlayer Topographische Karte.
6. ↑  Seefläche nach dem Layer Stehende Gewässer.
7. 1 2  Einzugsgebiet abgemessen auf dem Hintergrundlayer Topographische Karte.
8. 1 2 3 4  Länge abgemessen auf dem Hintergrundlayer Topographische Karte.
9. ↑  Schutzgebiete nach den einschlägigen Layern, Natur teilweise nach dem Layer Biotop.

### Andere Belege
1. ↑  Friedrich Huttenlocher, Hansjörg Dongus: Geographische Landesaufnahme: Die naturräumlichen Einheiten auf Blatt 170 Stuttgart. Bundesanstalt für Landeskunde, Bad Godesberg 1949, überarbeitet 1967. → Online-Karte (PDF; 4,0 MB)
2. ↑  Hansjörg Dongus: Geographische Landesaufnahme: Die naturräumlichen Einheiten auf Blatt 171 Göppingen. Bundesanstalt für Landeskunde, Bad Godesberg 1961. → Online-Karte (PDF; 4,3 MB)
3. ↑  Geologie nach den Layern zu Geologische Karte 1:50.000 auf: Mapserver des Landesamtes für Geologie, Rohstoffe und Bergbau (LGRB) (Hinweise). Siehe auch die unter → Literatur aufgeführte geologische Karte selben Maßstabs, die allerdings den unmittelbaren Mündungsbereich nicht mehr zeigt.